# Wotam
Wotam je bila slovenska spletna igra, ki je nastala leta 2000 na osnovi igre deto. Kmalu po začetku, jo je igralo preko 500 igralcev in je bila do takrat največja slovenska igra na spletu.
Vsebinsko je wotam klasična strateška igra, ki se vsak mesec začne znova. Ime igre Wotam so si igralci razložili kot »Waste Of Time And Money« (zapravljanje časa in denarja).